# Konstytucja Andory
Konstytucja Andory - została przyjęta 2 lutego 1993 r., a zatwierdzona w ogólnokrajowym referendum 14 marca 1993 r. Weszła w życie 28 kwietnia 1993 wraz z publikacją w Dzienniku Oficjalnym Księstwa Andory.
Ustanawia ona Andorę monarchią konstytucyjną z dwoma współksiążętami: episkopalnym i prezydentem Francji. Na czele władzy wykonawczej stoi premier.